# Rötteln (Adelsgeschlecht)

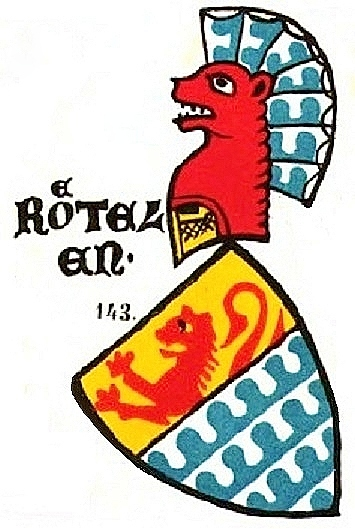
Wappen der Herren von Rötteln in der Zürcher Wappenrolle

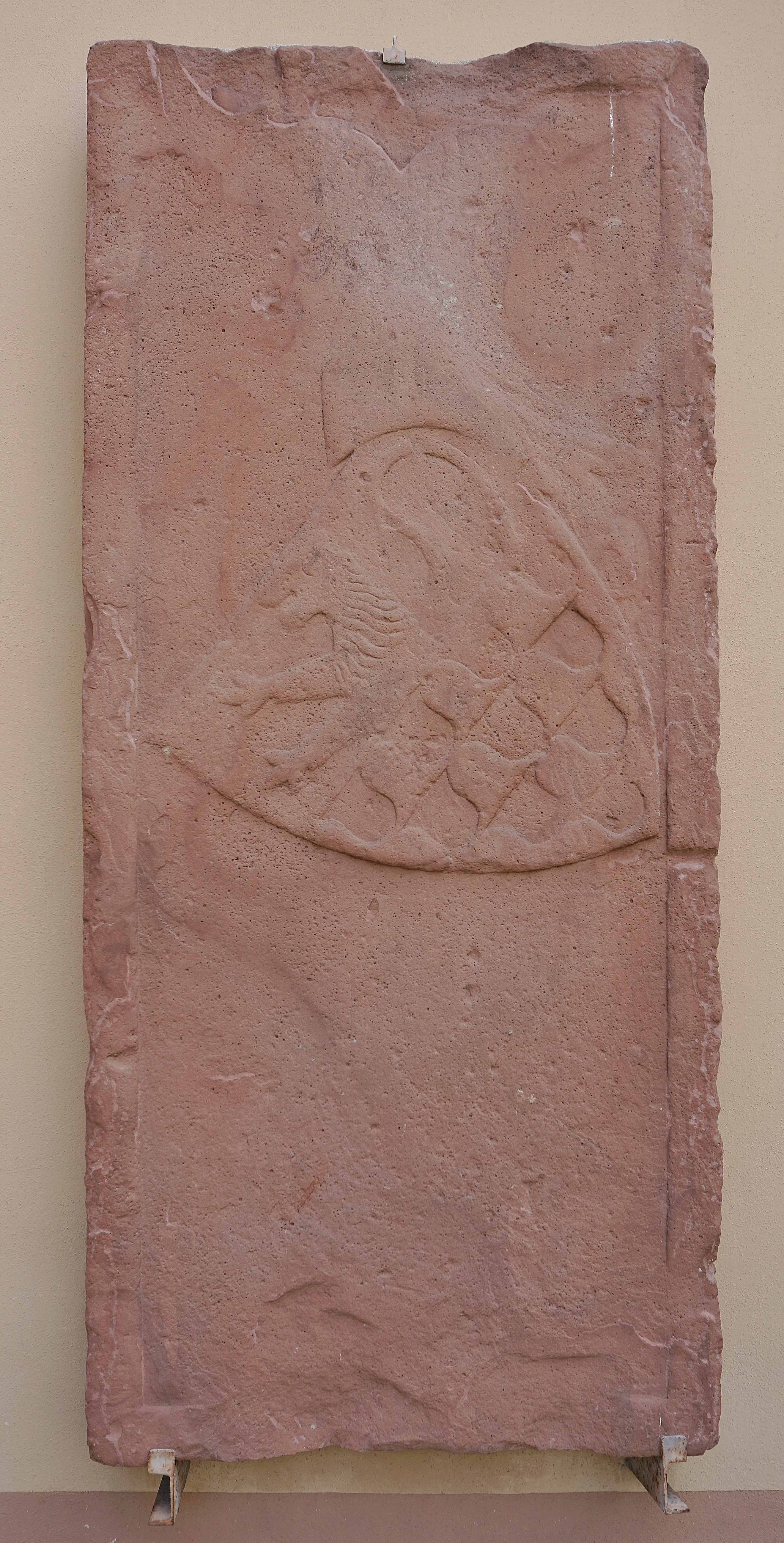
Wappen der Herren von Rötteln auf einem Epitaph an der Kirche von Rötteln.

Die Herren von Rötteln waren ein im Raum Basel beheimatetes Adelsgeschlecht, das zwischen 1102/3 und 1316 urkundlich nachgewiesen ist. Die Familie, deren Burg bei Lörrach lag, hatte großen Besitz im südlichen Breisgau und dort vor allem im Wiesental, wo ein Familienangehöriger Schopfheim zur Stadt erhob. Um die Mitte des 13. Jahrhunderts war die Familie auf dem Höhepunkt ihrer Macht, die Röttler Walther und Lüthold I. wurden Bischöfe von Basel, Lüthold II. stand als Dompropst und Elekt kurz davor. Mit ihm starb die Familie 1316 im Mannesstamm aus und wurde von den Markgrafen von Hachberg-Sausenberg beerbt. Die Röttler Erbschaft war ein wichtiger Schritt bei der Entstehung des späteren Markgräflerlandes.

## Geschichte

### Die Zeit der Dietriche
Die Herren von Rötteln werden 1102/3 erstmals genannt, als der Basler Bischof Burkhard von Fenis einen Herren T. von Rötteln zum Vogt über die rechtsrheinischen Besitzungen des Klosters St. Alban machte. Der Name T. wird dabei in der Literatur einstimmig als „Dietrich“ (Theodericum) angesehen. Zu den von Dietrich von Rötteln bevogteten Gebieten gehörten unter anderem die Kirchen von Lörrach, Hauingen und Kandern sowie Besitz in Rheinweiler und Ambringen. In den folgenden Jahren vergrößerte sich der rechtsrheinische Besitz St. Albans weiter, wobei eine gewisse Konzentration in der Umgebung Lörrachs zu sehen ist.
In der ersten Hälfte des 12. Jahrhunderts erscheinen lediglich Familienangehörige mit dem Namen Dietrich. Da weitere Charakterisierungen fehlen, ist eine genauere Zubenennung oder Genealogie schwierig, ein von Otto Konrad Roller versuchter Stammbaum unterscheidet Dietrich I. (genannt bis 1123) von Dietrich II. (genannt zwischen 1135 und 1147). Ab 1147 bleibt es fast drei Jahrzehnte lang gänzlich still um die Familie, erst 1175 erscheint wieder ein Dietrich von Rötteln. Eine mögliche Erklärung ist, dass der vor 1147 genannte Dietrich (II.) recht jung, möglicherweise auf dem Zweiten Kreuzzug, verstarb. Seine Witwe heiratete wahrscheinlich einen Herren von Tegerfelden. So lässt sich auch erklären, dass der ab 1175 genannte Dietrich (III.) den Kleriker Konrad von Tegerfelden als seinen Bruder bezeichnete. Umgekehrt stiftete auch Konrad später eine Jahrzeit für das Seelenheil unter anderem seines „Bruders“ Dietrich von Rötteln.
Die Verbindung mit Tegerfelden scheint auch die Namensgebung der Röttler beeinflusst zu haben, denn unter den Kindern Dietrichs III. finden sich mit Konrad und Lüthold die Namen seines mutmaßlichen Halbbruders und Stiefvaters. Dietrich III. erscheint ab 1187 nicht mehr in den Urkunden. 1204 stiftete sein Halbbruder Konrad von Tegerfelden eine Jahrzeit für ihn und andere Angehörige.
Auch Dietrich III. starb wahrscheinlich relativ jung, und es wird angenommen, dass sein Halbbruder Konrad von Tegerfelden, der zu diesem Zeitpunkt bereits Konstanzer Domherr war, sich der Kinder Dietrichs annahm. Mit ihnen, den vier Brüdern Walter/Walther, Lüthold, Konrad und Dietrich (IV.), wird die Familie deutlicher fassbar und erreichte einen Höhepunkt an Macht und Entfaltung.

### Die Bischöfe Walther und Lüthold

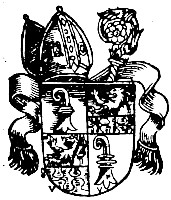
Das Wappen von Bischof Lüthold II. mit dem Röttler Wappen und dem Basler Bischofsstab

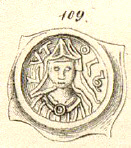
Münze (Brakteat) mit Bild von Lüthold von Rötteln

Die beiden mutmaßlich ältesten Söhne Dietrichs III. schlugen eine kirchliche Laufbahn ein. Walther von Rötteln trat 1209 oder davor als Domherr in das Konstanzer Domkapitel ein. Offenbar von seinem inzwischen zum Konstanzer Bischof aufgestiegenen Stiefonkel Konrad von Tegerfelden gefördert, wurde Walther 1211 gegen den Widerstand einer Fraktion des Domkapitels Dompropst. Die unterlegene Fraktion wandte sich in der Sache an den Papst, unterlag jedoch. 1213 wurde er zum Bischof von Basel gewählt, und in der Folgezeit tritt er in den Urkunden in der Umgebung König Friedrichs II. auf. Schon bald kamen gegen ihn jedoch Klagen auf, dass er Kirchengut verschwendet habe, und 1215 wurde er abgesetzt. Walther kehrte in das Bistum Konstanz zurück. Auf die Stellung als Dompropst hatte er nach seiner Wahl zum Bischof verzichtet, sodass er nun zunächst nur einfacher Domherr war, später jedoch Konstanzer Erzpriester, Archidiakon von Burgund und Konstanzer Domscholast wurde.
In das Konstanzer Domkapitel war inzwischen auch Walthers Bruder Lüthold eingetreten, der seit 1215 als Domherr in Urkunden erscheint. In den folgenden Jahren erscheinen Walther und Lüthold oft gemeinsam als Zeugen in Urkunden des Bistums, bevor Walther 1231 oder 1232 verstarb. Lüthold bekleidete in Konstanz die Ämter des Archidiakons des Breisgaus und des Archidiakons von Burgund, bevor er 1238 zum Bischof von Basel gewählt wurde. Als solcher ist er Lüthold II. Im Streit zwischen Kaiser Friedrich II. und dem Papst zeigte er sich als sehr papsttreu und geriet deswegen in einen Konflikt mit dem eher kaiserlich gesinnten Bürgertum der Stadt: 1247 wurde er aus Basel vertrieben, die Bischofspfalz wurde gestürmt und zerstört. Lüthold trat 1248 als Bischof zurück und verstarb 1249.

### Die weltlichen Herren von Rötteln

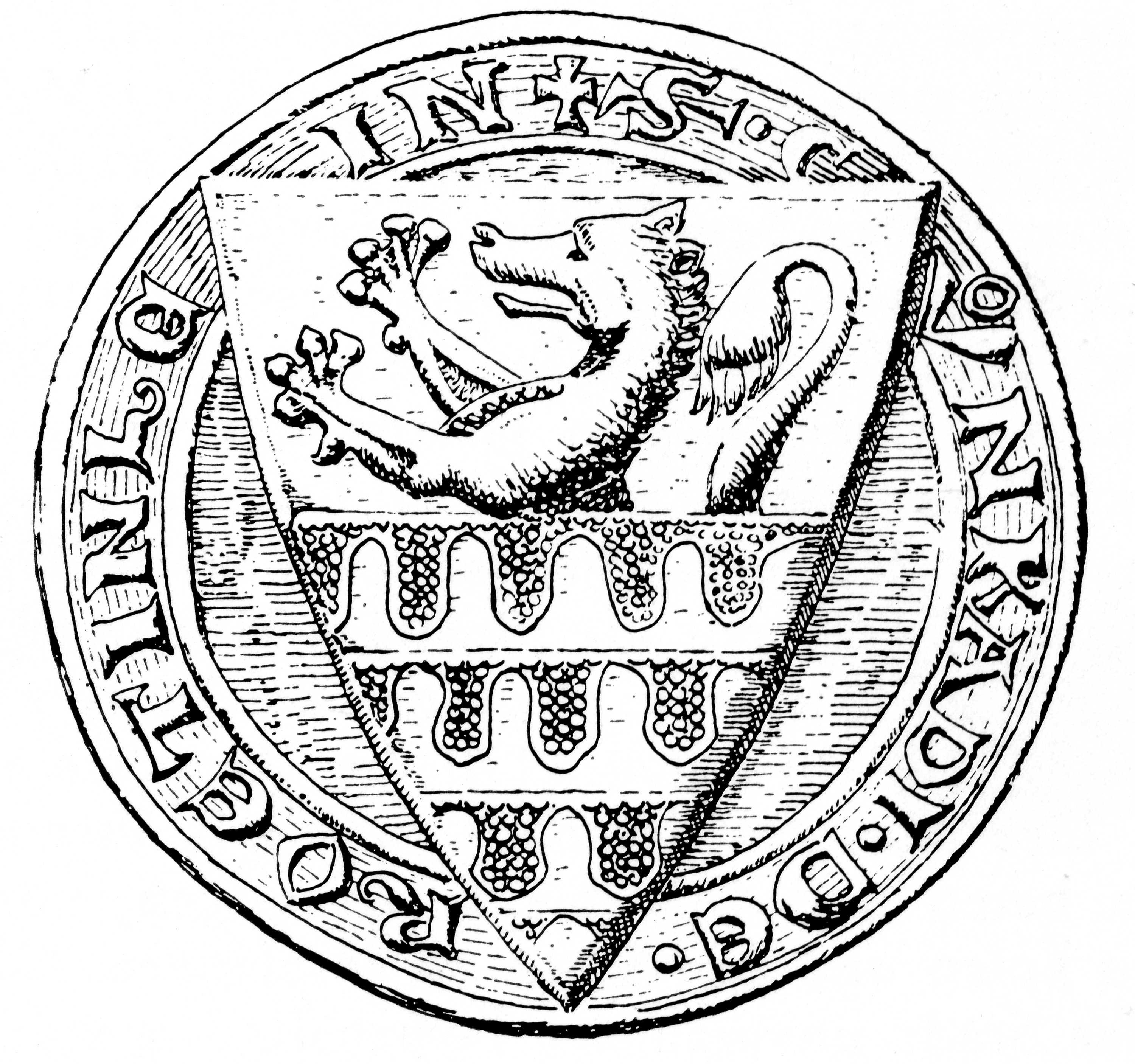
Siegel Konrads von Rötteln

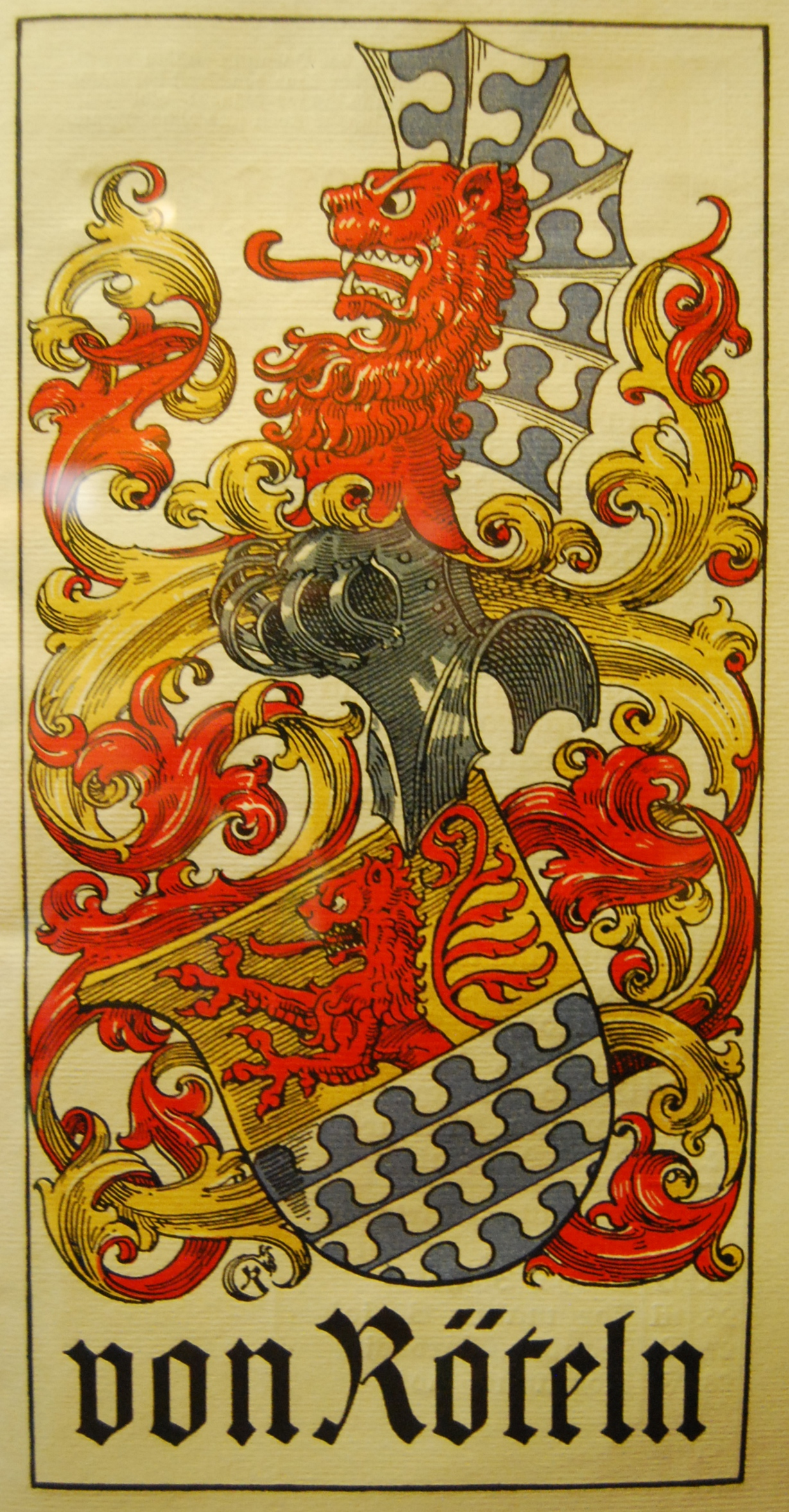

Die beiden verbleibenden Brüder Konrad und Dietrich IV. verwalteten den Röttler Besitz wohl zunächst gemeinsam, erst später scheint es eine Teilung gegeben zu haben: Konrad behielt die Burg Rötteln, Dietrich zog auf die Rotenburg bei Wieslet und begründete die Nebenlinie der Rotenberger. Einige Besitztümer wurden jedoch weiterhin gemeinsam verwaltet, so zum Beispiel die Lehensherrlichkeit über die Vasallen. Der Name der Rotenburg und der nach ihr benannten Seitenlinie wurde wahrscheinlich aufgrund der klanglichen Anlehnung an Namen und Burg der Hauptlinie gewählt.
Dietrich IV. starb vor 1248. Konrad, der mit einer Tochter des Grafen Ulrich von Neuenburg verheiratet war, übernahm offenbar die Vormundschaft über Dietrichs Kinder Dietrich (V.), Konrad und Walter. In Konrads Zeit fällt wahrscheinlich die Erhebung Schopfheims zur Stadt sowie die Errichtung einer Tiefenburg dort; da Konrad außerdem in der Schopfheimer Pfarrkirche St. Michael begraben wurde, wird er als Stadtgründer Schopfheims angesehen.
Konrad von Rötteln hatte drei Söhne: Walter (II.), Otto und Lüthold. Lüthold schlug eine geistliche Laufbahn ein (siehe hierzu unten mehr), Walter und Otto verwalteten den Besitz gemeinsam. Walter verstarb jedoch offenbar relativ früh und ohne Erben. Danach kümmerte sich Otto um die Verwaltung der Röttler Herrschaft und trat dabei auch in mehreren Fehden auf. Bei den Auseinandersetzungen der Basler Ritterbünde Psitticher und Sterner werden die Herren von Rötteln auf der Seite der Psitticher verortet. Nach der Aussöhnung der beiden Parteien scheint sich auch Otto an die Habsburger angenähert zu haben und erhielt von König Albrecht unter anderem die Ämter des Burggrafen von Rheinfelden und des Reichsvogtes von Basel.
Zu einer Verschlechterung kam es offenbar im Verhältnis der Röttler zu den Rotenbergern: Als der kinderlose Dietrich V. von Rotenberg 1278 seine Erbschaft regelte, übergab er seinen Besitz an das Kloster St. Blasien mit der Auflage, eine Erbengemeinschaft von fünf Familien damit zu belehnen – seine Röttler Vettern gehörten dabei nicht zu den Belehnten. Zwei Monate vor diesem Testament hatte Dietrich bereits mit dem Basler Domkapitel vereinbart, dass die Lehen, die er vom Hochstift hatte, wieder an dieses zurückfallen sollten, falls er ohne männliche Leibeserben stürbe. 1279 erwähnen die Colmarer Annalen eine Fehde zwischen dem Basler Bischof und Otto von Rötteln. Nach Ansicht von Otto Roller war das den Röttlern vorenthaltene Rotenberger Erbe Gegenstand dieser Fehde, in der Otto am Ende siegreich blieb. Auf jeden Fall scheint die Hauptlinie, wenn auch möglicherweise über Umwege, wieder in den Besitz des Rotenberger Erbes gekommen zu sein.
Ende des 13. Jahrhunderts gibt es Anzeichen, dass es um die finanzielle Lage der Röttler nicht mehr so gut stand; Otto von Rötteln verkaufte 1289 zur Abtragung einer Schuld Güter bei Schwand an das Kloster St. Blasien, und in den folgenden Jahren verzichteten er und sein Sohn Walter auch auf weitere Einkünfte und veräußerten weitere Güter. Möglicherweise war die Anwartschaft der Familie auf hohe geistliche Ämter ein Grund für die finanziellen Probleme: Diese bedingte einen angemessenen, teuren Lebensstil mit standesgemäßen Heiraten, bei denen die Töchter entsprechend mit Besitz ausgestattet werden mussten. Gemeinsam mit der Aufteilung des Besitzes unter Röttler und Rotenberger in der Mitte des 13. Jahrhunderts führte dies möglicherweise zu einem Verschleiß der finanziellen Kräfte. Auffallend ist, dass die Schulden Ottos 1289 akut wurden, etwa ein Jahr nachdem sein Bruder Lüthold Basler Dompropst geworden war (zu ihm siehe unten).
Otto von Rötteln wirkte 1302 als Burggraf von Rheinfelden und starb wahrscheinlich um 1305. Seine Familie ist in der Verkaufsurkunde von 1289 aufgelistet und umfasste neben seiner Frau Richenza den Sohn Walter sowie die beiden Töchter Agnes und Benedicta, von denen eine mit Markgraf Rudolf von Hachberg-Sausenberg verheiratet war.

### Lüthold II. von Rötteln

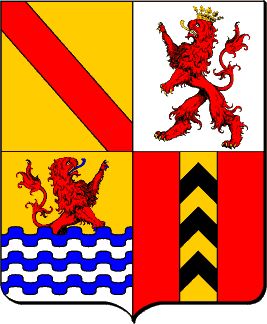
Das Wappen der Markgrafschaft Baden nach 1444; Rechts oben die Herrschaft Sausenburg, unten links das Wappen der Herren von Rötteln

Ottos Bruder Lüthold II. von Rötteln hatte in der Zwischenzeit, wie zuvor auch Walther und Lüthold I., eine kirchliche Laufbahn eingeschlagen. Er wurde Domherr zu Basel und wird 1275 außerdem als Pfarrherr von elf Kirchen in der Herrschaft Rötteln genannt. 1289 wurde er Dompropst zu Basel, 1296 in Doppelwahl zum Basler Bischof gewählt. Er und sein Gegenkandidat Berthold von Rüti appellierten an den Papst, der sie beide zum Verzicht aufforderte und stattdessen Peter von Aspelt zum Bischof machte. 1309, nach dem Tode Ottos von Grandson, wurde der schon 82-jährige Lüthold wieder zum Bischof gewählt, doch auch dieses Mal entschied sich der Papst mit Gerhard von Wippingen für einen anderen Kandidaten. Das Domkapitel stellte sich jedoch hinter Lüthold, und es kam zum mehrjährigen Basler Bischofsstreit, an dessen Ende Lüthold und seine Unterstützer im Domkapitel allerdings nachgeben mussten.
Zur selben Zeit kam Lüthold auch die Aufgabe zu, die Röttler Erbfolge zu regeln. Ottos Sohn Walter (III.) war bereits am 25. September 1310 oder 1311 verstorben, und mit ihm der letzte weltliche Herr von Rötteln.
Lüthold übernahm deswegen zunächst die Verwaltung der Herrschaft Rötteln, allerdings mit dem Ehemann seiner Nichte, Markgraf Rudolf von Sausenberg, als neuem Mitherren. Beim Übergang des Röttler Besitzes an diesen nächsten Verwandten mussten einige Schwierigkeiten überwunden werden: 1311 kamen nochmals im Zusammenhang mit der Rotenberger Erbschaft stehende Streitigkeiten auf, die durch einen Schiedsspruch und die Zahlung von insgesamt 600 Mark Silber an zwei der Rotenberger Erben gelöst wurden 1313 starb obendrein Rudolf von Sausenberg und hinterließ drei unmündige Söhne, sodass Lüthold wieder alleiniger Herrscher über Rötteln wurde. Im Dezember 1315 fertigte er ein Testament an, in dem er seinem Großneffen, Rudolfs Sohn Heinrich, seinen gesamten Besitz vermachte, und am 19. Mai 1316 starb er als letzter männlicher Angehöriger der Herren von Rötteln. Für die Sausenberger Markgrafen, deren Besitz auf eine Erbteilung der Markgrafen von Baden-Hachberg im Jahr 1306 zurückging, bedeutete das Röttler Erbe einen deutlichen Machtzuwachs, der ihren Herrschaftsbereich wahrscheinlich verdreifachte. Langfristig bildete die Vereinigung von Rötteln und Sausenberg den ersten Schritt bei der Entstehung des späteren Markgräflerlandes.

### Die Herren von Rötteln im lokalen Machtgefüge

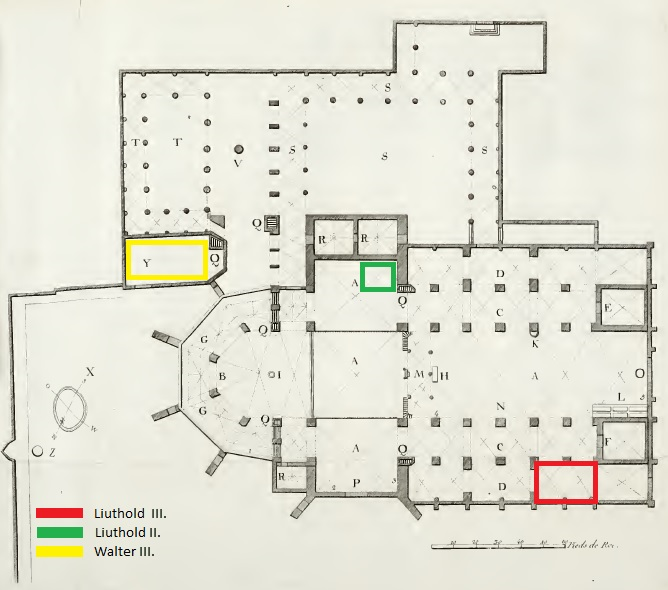
Grundriss des Basler Münsters mit den markierten Begräbnisplätzen der Röttler Herren

Die Herren von Rötteln gehörten zu den wichtigsten breisgauischen Adelsfamilien im Hochmittelalter. In ihre Zeit fällt auch eine ausgeprägte Konkurrenzsituation zwischen den Zähringern und dem Bistum Basel, die auch auf den lokalen Adel Auswirkungen hatte und zu Gruppenbildungen führte.
In Bezug auf die Herren von Rötteln hat Otto Roller eine große Nähe zu den Zähringern konstatiert und die Röttler als „hochkirchlich“ charakterisiert. Dieses Bild wird von der moderneren Forschung jedoch teilweise relativiert: So erscheinen Röttler Herren nur selten und relativ spät als Zeugen in Urkunden der Zähringer, und manche dieser Zeugendienste lassen sich möglicherweise durch Eigeninteressen erklären. Im Vergleich hierzu scheint die Anbindung an das Basler Bistum enger gewesen zu sein. Wenn, dann können die Röttler im 12. Jahrhundert wohl nur dem „weiteren Umfang der Zähringergefolgschaft“ zugeordnet werden. Auch in späteren Auseinandersetzungen wie jenen zwischen Friedrich II. und Papst Innozenz IV. oder den Konflikten der Basler Ritterbünde Psitticher und Sterner geben die Röttler kein einheitliches Bild ab: Während Walter als Basler Bischof eng an der Seite Friedrichs II. auftritt, scheint sein Bruder Lüthold später als Basler Bischof dem Papst die Treue gehalten zu haben und geriet darüber in Konflikt mit dem Basler Bürgertum und auch mit seinen Brüdern. Auch später scheint es ähnliche Konflikte zwischen den Röttlern und Rotenbergern gegeben zu haben: Während die Röttler Hauptlinie zu den Psittichern gezählt wird, erschien Dietrich V. von Rotenberg mehrmals im Umkreis der Sterner und wählte mit Peter und Matthias Reich sowie Wernher von Eptingen mehrere Angehörige von Sterner-Familien als Erben. Eine geschlossene Politik der gesamten Familie kann deswegen nicht ausgemacht werden.
Die regionale Bedeutung der Edelfreien von Rötteln wird auch dadurch unterstrichen, dass drei Familienmitglieder einmal den Basler Bischofsstuhl besetzten. Zwei von ihnen (Lüthold I. und Lüthold II.) sind auch im Basler Münster bestattet und zudem noch ein weltliches Familienmitglied (Walter III.).

## Herkunft
Über die genaue Herkunft der Herren von Rötteln gibt es verschiedene Theorien. Die Benennung erfolgte sicher nach dem Weiler Rötteln, dessen Pfarrkirche bereits 751 und damit lange vor dem Adelsgeschlecht urkundlich erwähnt wurde. Der Name Rötteln stellt eine Verkürzung von Raudinleim dar und verweist auf roten Lehm. Als erster Grundbesitzer in der Umgebung Röttelns trat das Kloster St. Gallen in Erscheinung. Woher und wie genau allerdings die Röttler Adelsfamilie in ihre Machtposition im Rheinknie kam, ist umstritten. Einerseits wird vermutet, dass die Röttler ursprünglich aus Innerschwaben mit den Zähringern in den südlichen Breisgau kamen und von einem bei Weilheim an der Teck begüterten Geschlecht abstammen. Andererseits könnte es sich auch um eine lokale Meierfamilie gehandelt haben, die in den Ritterstand aufstieg. Allerdings werden die Röttler Herren in den Quellen durchgängig als „Herren“ (domini) oder „Edelleute“ (nobiles viri) bezeichnet.
Der Leitname Dietrich könnte auch auf eine Verwandtschaft mit den Grafen von Bürgeln (siehe Nellenburg) und somit auf eine Herkunft aus dem Thurgau hindeuten. Eine weitere Möglichkeit ist, dass die Herren von Rötteln von den uradeligen Hessonen abstammten, insbesondere von der in der Forschung so bezeichneten Dietrich-Hesso- oder Hesso-Lampert-Sippe, auf die auch andere nahe Adelsgeschlechter zurückgingen, so die Üsenberger, Nimburger, Waldecker und Eichstetten.

## Wappen
Das Wappen der Herren von Rötteln zeigte in Gold einen rechtsgewendeten roten wachsenden Löwen aus einem Wolkenfeh in silber-blau.

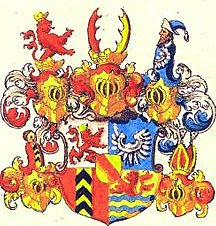
Wappen der Markgrafen von Baden-Durlach mit dem Röttler Wappen im 4. Feld des Schildes

Das Symbol des Löwen wird in der Literatur beispielhaft wie folgt interpretiert:
„Der Löwe war … ein echtes Sinnbild des alten Ritterthums: stark, mannhaft, grossherzig, grimmig. Er war ein sehr beliebtes und gleichzeitig sehr anspruchsvolles Wappenbild. Die Wilkina-Saga (um 1300) erzählt, dass nach alter Sitte niemand in seinem Schilde einen Löwen führen durfte, der jemals zu fliehen gedachte.“ Feh „war früher eigentlich ein Besatz mit den Fellen des Grauen Eichhörnchens, einst ein beliebter Fell-Lieferant.“ Das Feh des Röttler Wappens wird in der modernen Verwendung (siehe unten) manchmal auch als Wellenlinie interpretiert. Ob der rote Löwe eine engere Beziehung zu den Herren von Kaltenbach andeutet, ist ungeklärt.
Das Röttler Wappen wurde zunächst von den Markgrafen von Hachberg-Sausenberg und später von den Markgrafen von Baden bzw. den Markgrafen von Baden-Durlach (beide waren nacheinander Erben der Herrschaft Rötteln) aber auch von den Markgrafen von Baden-Baden in einem Feld ihres Wappenschildes weiter geführt. Auch in den Siegeln des Kurfürstentums Baden und des Großherzogtums Baden ist das Röttler Wappen noch in einem Feld des Wappenschildes zu finden, wobei das Wolkenfeh zu reinen Wellenlinien umgestaltet wurde, wie Feh überhaupt im Laufe der Zeit zu einem rein ornamentalen Wappenelement wurde.
Das Wappen und Teile davon haben in Orts- und Kreiswappen überlebt. Das gesamte Wappen ist beispielsweise im Wappen des Lörracher Ortsteils Haagen, auf dessen Gemarkung sich die Burg Rötteln befindet, zu finden. Bei Wieslet verweist ein Kleinwappen im eigentlichen Wappen auf die Röttelsche Seitenlinie der Rotenberger. Noch weiter verbreitet als das gesamte Wappen ist der rote Löwe der Röttler: Er befindet sich als Erinnerung an die Röttler Herrschaft noch in den Wappen des Landkreises Lörrach (einschwänzig und nach (heraldisch) links gewandt), und der Gemeinden Rümmingen und Efringen-Kirchen (einschwänzig, nach links gewandt und in umgekehrten Farben).

Landkreis Lörrach
Gemeinde Efringen-Kirchen
Gemeinde Rümmingen
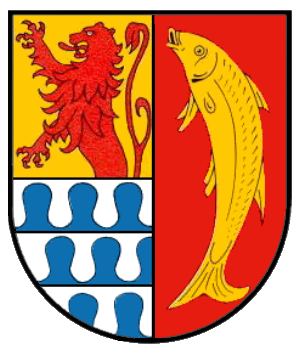
Lörracher Ortsteil Haagen
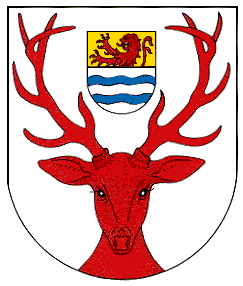
Wieslet, Ortsteil der Gemeinde Kleines Wiesental

## Besitz

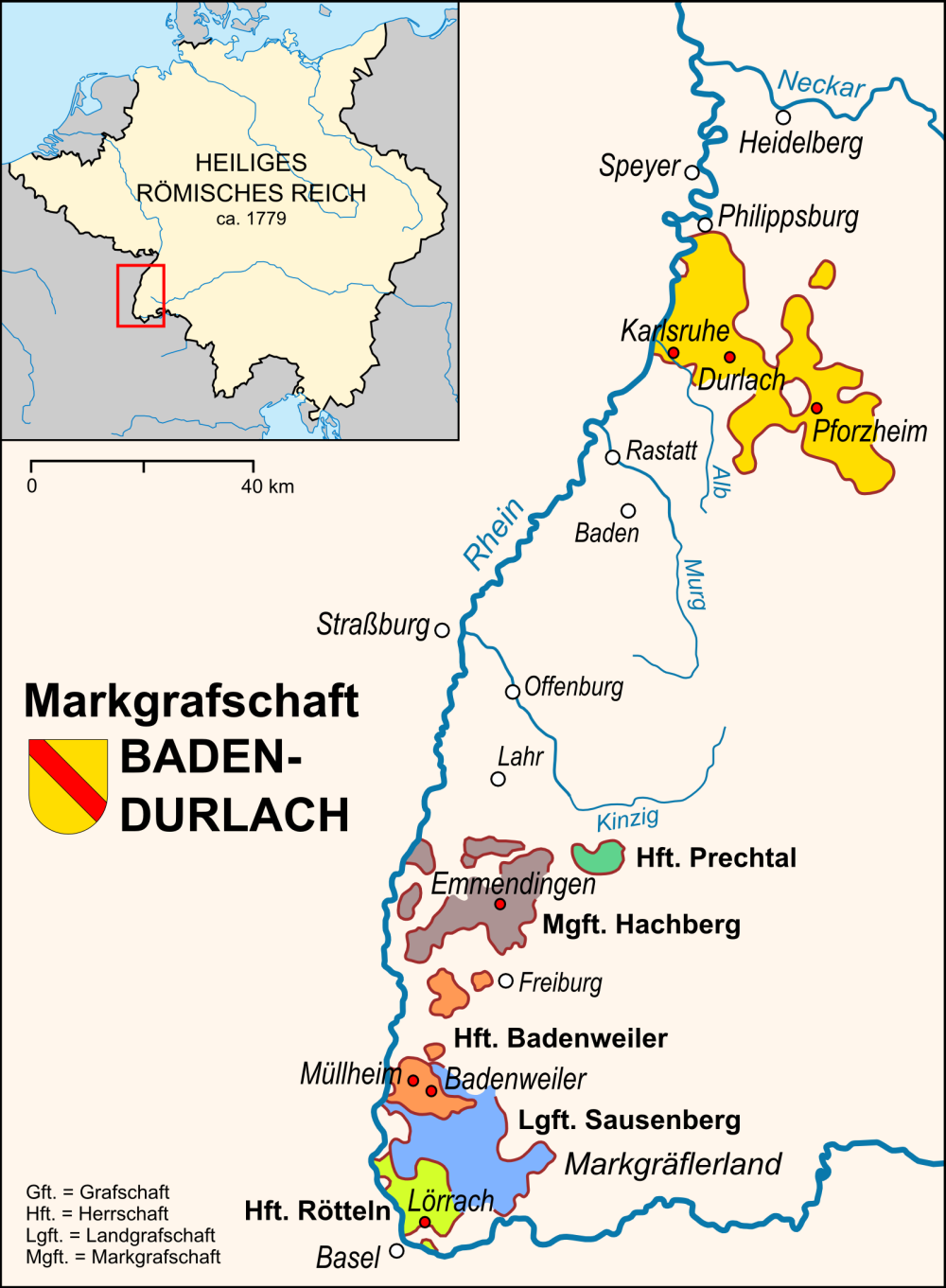
Die Markgrafschaft Baden-Durlach von 1535 bis 1771. Der Besitz der Herrschaft Rötteln umfasste neben Rötteln auch den südlichen und östlichen Teil der spätmittelalterlichen Landgrafschaft Sausenberg.

Der Besitz der Röttler Herren lag im südlichen Breisgau und dort vor allem um Lörrach und in den Tälern der Großen und Kleinen Wiese. Die Herrschaft Rötteln bildete nach Ansicht von Thomas Simon ein „Konglomerat zahlreicher Vogteien und Grundherrschaften“ und war wahrscheinlich auch mit hochgerichtlichen Rechten ausgestattet. Die Herren von Rötteln hatten demnach die Vogtei über Besitz der Klöster St. Alban und St. Blasien und waren außerdem Kastvögte über das Kloster Weitenau. Der bevogtete Besitz lag insbesondere in Steinen, Fahrnau, Lörrach und um Weitenau. Eine weitere Vogtei hatten die Röttler (beziehungsweise später die Rotenberger) über das Frauenpriorat in Istein, an dessen Gründung und Dotation sie maßgeblich beteiligt waren.
Schopfheim war ein habsburgisches Afterlehen, ein weiterer möglicher Lehensherr der Röttler war das Bistum Basel, auf das zum Beispiel der Röttler Besitz in Haltingen zurückgehen könnte. Weiterer Besitz bestand im Kleinen Wiesental um Tegernau, dort kam es zu einer Verbindung von Grundbesitz und Vogtei, die möglicherweise auf eine Erbschaft von den Mitte des 12. Jahrhunderts ausgestorbenen Herren von Waldeck zurückging. Von diesen erbten die Röttler wahrscheinlich Herrschaftsrechte in Gresgen und die um Tegernau gelegenen Besitzungen mit mehreren Weilern und Dorf, Dinghof und Kirchenvogtei Tegernau, vielleicht auch die Burgen Neu- und Altwaldeck mit Zubehörden als Basler Lehen. Im Kleinen Wiesental waren später offenbar insbesondere die Rotenberger begütert, bei der Regelung seiner Erbangelegenheiten nannte Dietrich V. 1278 zahlreiche Güter im Mittleren und Kleinen Wiesental sowie den Kirchensatz in Fahrnau. Weitere Patronatsrechte hatten die Röttler offenbar in Kleinkems, Blansingen, Wollbach, Binzen, Ötlingen, Lörrach, Rötteln, Hauingen, Steinen und Herten, denn dort wurde der spätere Basler Dompropst Lüthold bereits 1275 als Kirchherr erwähnt.
Insgesamt umfasste der Röttler Besitz größtenteils den südlichen und östlichen Teil der spätmittelalterlichen Landgrafschaft im Sausenhart. Als Lehen an die Münch von Landskron vergeben war die Burg Landskron bei Leymen.

## Burg Rötteln
Die Burg Rötteln wird 1259 erstmals erwähnt, mehr als 150 Jahre nach der Erwähnung des ersten Röttler Herren. In der entsprechenden Urkunde werden die Burg und der Ort Schopfheim als Lehen bezeichnet, die die Fürstabtei Murbach an die Grafen von Habsburg-Laufenburg vergabt hatte. Das Lehensverhältnis der Röttler zu den Habsburgern blieb offenbar weiter bestehen und wurde erst im 18. Jahrhundert durch die Markgrafen von Baden-Durlach als Erben der Erben der Röttler abgelöst.
Der genaue Bauzeitpunkt der Burg ist unklar, muss jedoch deutlich vor der urkundlichen Ersterwähnung 1259 erfolgt sein. Der Nordturm („Grüner Turm“) der älteren Hauptburg wird auf Mitte des 12. bis Anfang des 13. Jahrhunderts datiert, Teile des Palas weisen auf einen Bau um 1200 hin, spätestens im frühen 14. Jahrhundert scheint es allerdings einen Umbau und eine Erweiterung gegeben zu haben. Für die sich an die Oberburg anschließende Vorburg wurde lange angenommen, sie sei erst im 14. Jahrhundert angelegt worden; als ihre Erbauer galten deswegen nicht die Herren von Rötteln, sondern die Markgrafen von Hachberg-Sausenberg, die nach dem Anfall des Röttler Erbes ihren Sitz von der Sausenburg auf Rötteln verlegt hatten. Bei neuen Ausgrabungen wurde jedoch Bauschutt gefunden, der darauf hinweist, dass zumindest Teile der Vorburg bereits im frühen oder mittleren 13. Jahrhundert erbaut wurden, möglicherweise zeitgleich mit dem Nordturm. Als Bauherren kämen dann entweder Bischof Lüthold oder Konrad von Rötteln in Frage, und der Ausbau würde zur Periode der größten Machtentfaltung der Röttler Herren passen.

Luftbild von Burg Rötteln heute; in der Bildmitte der Südturm mit dem Tor zur Oberburg, rechts der Nordturm, links die Unterburg

## Andere Familien von Rötteln

### Rötteln (Rotwasserstelz)

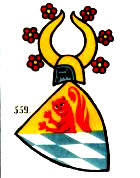
Mutmaßliches Wappen der Herren von Rötteln (Rotwasserstelz)

„Nach der Burg Rotwasserstelz im Klettgau (Gemeinde Hohentengen, Amt Waldshut), die auch Rötteln hieß, nannte sich ein Ministerialen- oder ritterbürtiges Geschlecht,...“ Die bekannten Personen dieses Geschlechts waren u. a. Ministeriale und Lehensleute der Herren von Krenkingen, Herren von Klingen und Herren von Regensberg. Ein Edelknecht, Hans von Rötteln, tritt 1362 als Lehensmann des Johann II. von Habsburg-Laufenburg auf.
Aus einem teilweise erhaltenen Siegel des Hermann von Rötteln und einem Hinweis in der Literatur wurde geschlossen, dass diese Röttler ein dem der Edelfreien von Rötteln ähnliches Wappen führten. Für eine Verbindung der beiden Familien gibt es jedoch keine Belege.

### Die Marquis de Rothelin

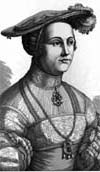
Jeanne de Hochberg

Nach dem Absterben des Hauses Hachberg-Sausenberg in der männlichen Linie im Jahre 1503 lebte der Name von Rötteln in Frankreich wieder auf. Die einzige Tochter von Markgraf Philipp, dem letzten Markgrafen von Hachberg-Sausenberg, war mit Louis I. d’Orléans, premier duc de Longueville verheiratet. Diese Tochter, Johanna oder Jeanne de Hochberg, erhob Erbansprüche auf die Herrschaft Rötteln und ihr Ehemann François d’Orléans-Longueville nannte sich auch Marquis de Rothelin.
Johannas Sohn, François, hielt die Ansprüche aufrecht und ihr Enkel aus einer unehelichen Verbindung ihres Sohnes wurde bekannt als „Bâtard de Rothelin“ (Bastard von Rötteln). Dieser Enkel – ebenfalls François genannt – übernahm von seinem Vater den Titel Marquis de Rothelin und begründete die Nebenlinie Orléans-Rothelin.
Obwohl der Erbstreit 1581 beigelegt wurde, erlosch der Name Orléans-Rothelin erst 1818. Bekanntestes Mitglied der Familie war der Gelehrte Charles d’Orléans de Rothelin, genannt „l’Abbé de Rothelin“.

### Sachbücher und Zeitschriftenartikel
- Ralf Wagner et al. (Redaktion), Staatliche Schlösser und Gärten Baden-Württemberg (Hrsg.): Burg Rötteln : Herrschaft zwischen Basel und Frankreich. J. S. Klotz Verlagshaus. Neulingen 2020, ISBN 978-3-948424-60-2.
- Johann Wilhelm Braun (Bearb.): Urkundenbuch des Klosters Sankt Blasien im Schwarzwald. Von den Anfängen bis zum Jahr 1299. Teil I: Edition; Teil II: Einführung, Verzeichnisse, Register, Stuttgart 2003, ISBN 3-17-017985-3 (= Veröffentlichungen der Kommission für Geschichtliche Landeskunde in Baden-Württemberg: Reihe A, Quellen; Band 23).
- Florian Lamke: Cluniacenser am Oberrhein. Konfliktlösungen und adlige Gruppenbildung in der Zeit des Investiturstreits, Freiburg/München 2010.
- Otto Konrad Roller: Die Geschichte der Edelherren von Rötteln. (= Blätter aus der Markgrafschaft Schopfheim Jahrgang 1927). Schopfheim 1927, S. 1–154 (Digitalisat der UB Freiburg)
- Fritz Schülin: Rötteln-Haagen, Beiträge zur Orts-, Landschafts- und Siedlungsgeschichte, Lörrach 1965; S. 47–65.
- Karl Seith: Die Burg Rötteln im Wandel ihrer Herrengeschlechter, Ein Beitrag zur Geschichte und Baugeschichte der Burg. In: Das Markgräflerland, 3. Jahrgang, Heft 1, 1931, S. 1–29 Digitalisat
- Gerhard Moehring: Rötteln – geschichtliche Daten und Erinnerungen zur Kirche und ihres Erbauers 750–1550. In: Das Markgräflerland, Band 1/2001, S. 15–52. Digitalisat der UB Freiburg
- Johann Christian Sachs: Einleitung in die Geschichte der Marggravschaft und des marggrävlichen altfürstlichen Hauses Baden. Erster Theil. Lotter, Carlsruhe 1764, S. 589–606 (Volltext in der Google-Buchsuche).
- Julius Kindler von Knobloch: Oberbadisches Geschlechterbuch, Heidelberg 1919, Band 3, S. 656/657 online.
- Christian Wurstisen: Baßler Chronick, Erster Band, Emanuel Thurneysen 1765, S. 62/63 online in der Google Buchsuche.
- Hansmartin Schwarzmaier: Lörrach im Mittelalter in: Otto Wittmann, Berthold Hänelet, Stadt Lörrach (Hrsg.): Lörrach: Landschaft – Geschichte – Kultur. Herausgegeben zur Erinnerung an das vor 300 Jahren am 18. November 1682 verliehene Stadtrechtsprivileg. Stadt Lörrach, Lörrach 1983, ISBN 3-9800841-0-8, S. 77–209.
- Sven Schomann: Hagen (Lörrach, LÖ): Burg Rötteln in: Alfons Zettler und Thomas Zotz (Hrsg.): Die Burgen im Mittelalterlichen Breisgau II - Südlicher Teil, Halbband A–K, Ostfildern 2009.
- Thomas Simon: Grundherrschaft und Vogtei. Eine Strukturanalyse spätmittelalterlicher und frühneuzeitlicher Herrschaftsbildung. Dissertation, Universität Freiburg i. Br. Klostermann, Frankfurt am Main 1995, ISBN 3-465-02698-5.
- Stephan E. Maurer: Die Herren von Rötteln als Kreuzfahrer? In: Das Markgräflerland, Jg. 2021, S. 135–147.

### Historische Romane und Aufsätze
- Käthe Papke: Die Letzten von Rötteln – historische Erzählung. Christliches Verlagshaus GmbH, Stuttgart 1957.
- Wilhelm Haas: Die Edlen von Rötteln. Ein Mittelalterroman. J.S. Verlagshaus Klotz, Neulingen 2021, ISBN 978-3-948968-52-6.
- Waldemar Lutz: 8. Juli 1289. In Sorge um die Zukunft Röttelns. In: Lörrach 2002. Lörracher Jahrbuch mit Chronik, S. 74–80.